# Luigi Galluzzo
Luigi Galluzzo (Aragona, 5 aprile 1964) è un giornalista, conduttore televisivo e scrittore italiano.

## Biografia
Luigi Galluzzo è nato il 5 aprile 1964 ad Aragona, in Sicilia, da padre Salvatore Galluzzo.
Dopo aver conseguito la laurea in lettere presso l'Università degli Studi di Roma "La Sapienza", dal 1984 al 1992 ha iniziato l'attività giornalistica come cronista dell'emittente televisiva privata di Agrigento, Teleacras, testata per la quale, nel corso degli anni, ha condotto tutte le edizioni del telegiornale e svariati spazi di approfondimento giornalistico.
Nel 2004 è passato a Mediaset come redattore di Studio Aperto. Per questo telegiornale si è occupato di cronaca e poi di politica ed è stato anche inviato in Italia e all'estero, seguendo molti casi di cronaca e le principali vicende politiche nazionali. È stato inviato in Albania durante la guerra del Kosovo.
Nel 2011 è passato a TGcom24, il canale all news di Mediaset, per il quale ha realizzato quotidiani collegamenti in diretta da Palazzo Chigi, dalla Camera e dal Senato. Ha seguito e documentato la rielezione di Giorgio Napolitano a Presidente della Repubblica e il Conclave che ha portato Bergoglio sul soglio pontificio. Per TGcom24 ha inoltre condotto i telegiornali e gli spazi di approfondimento del mattino e serali.
Nel 2013 con il giornalista e scrittore Massimiliano Lenzi ha ideato e condotto il programma Shampoo, realizzato in un salone di barbieri nel centro di Roma, a due passi da Montecitorio, intervistando le protagoniste e i protagonisti della scena politica e dell'attualità italiana.
Nel 2017 e nel luglio 2024 ha condotto l'edizione delle 19:00 del TG4.
Dal 21 ottobre 2023 al 12 gennaio 2024 e nuovamente il 7, l'8 e il 21, il 27 febbraio, il 1º, il 29 marzo, dal 1º al 3 e il 25 aprile 2024 ha condotto la rubrica del TG4 Diario del giorno.

## Attività teatrale e letteraria
Nel 2008 scrive con Gaetano Savatteri l'opera teatrale Un bellissimo novembre liberamente ispirato all'omonimo romanzo di Ercole Patti, messo in scena dallo Stabile di Catania.
Sempre per il teatro, nel 2011, compone La solitudine dell'onestà, opera in cui mette in scena il delitto di Giorgio Ambrosoli e l'agire spregiudicato di Michele Sindona. La pièce è stata rappresentata a Pavia per la regia di Antonello Capodici e a Lucca, nel 2013, dal regista Matteo Tarasco.
Il suo primo romanzo I giusti e i peccatori è stato pubblicato nel 2021 dalla casa editrice Augh!. La protagonista, Elena Martire, è un commissario di polizia la cui caratteristica principale è di presentire i delitti.
Il secondo romanzo L'estate di Sicari, 2023, edito da Laurana, racconta il ritorno alle indagini di Elena Martire, ora ex commissaria di Polizia.